# Никольский (Новосинецкое сельское поселение)
Никольский — упразднённый посёлок в Болховском районе Орловской области России. Входил в состав Новосинецкого сельского поселения. Упразднён в 2004 году.

## География
Посёлок располагался в вершине безымянной балки, на расстоянии примерно 3,5 километра (по прямой) к северу от деревни Новый Синец.

## История
Постановлением Орловской областной думы от 15 октября 2004 года № 32/645-ОС посёлок Никольский исключён из учётных данных.

## Население
Согласно результатам переписи 2002 года в посёлке отсутствовало постоянное население.